# Dänenbrücke (Mühlenau)

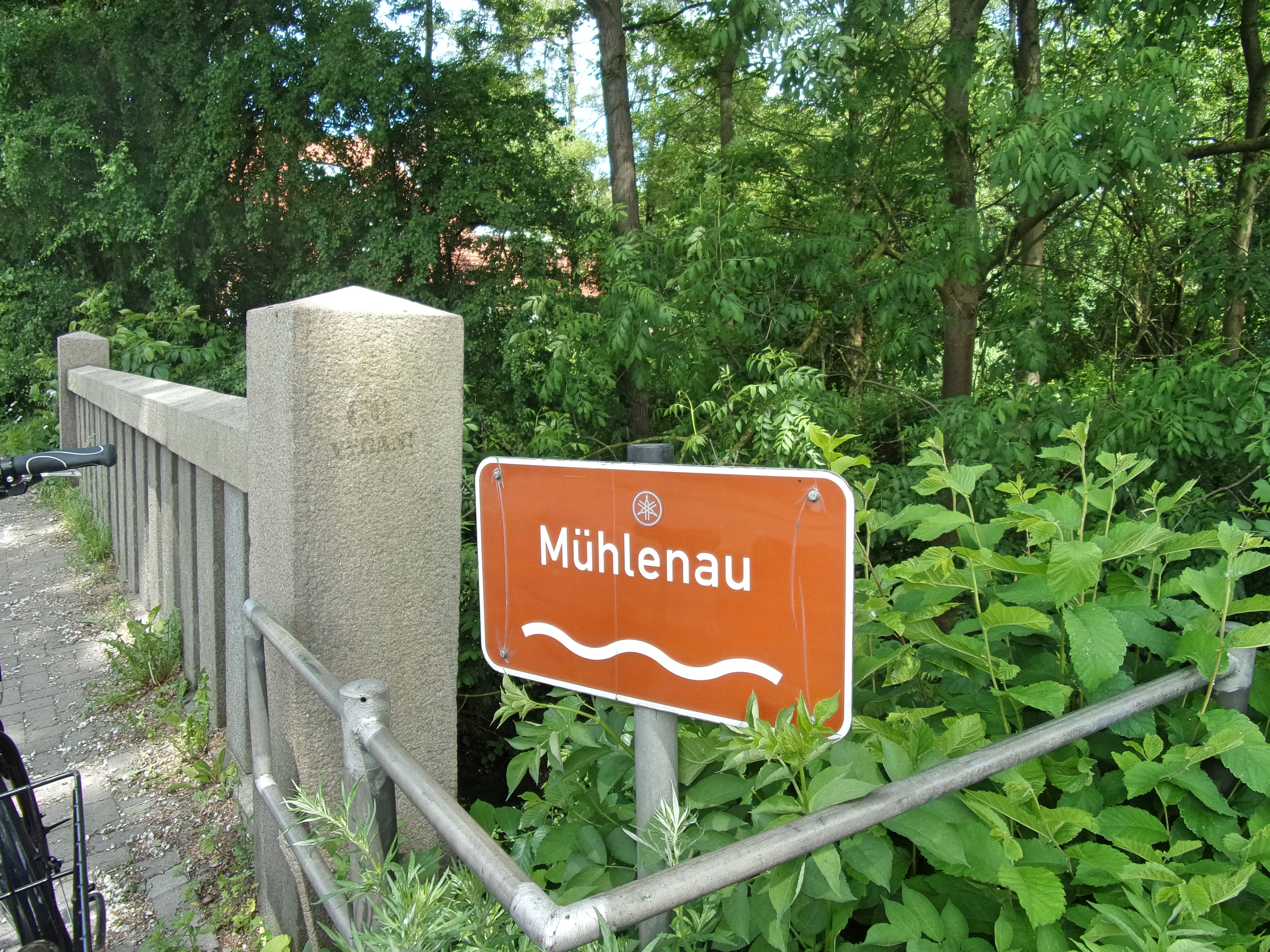
Dänenbrücke

Die Dänenbrücke führt die Kieler Straße im Hamburger Stadtteil Eidelstedt über die Mühlenau. Im „Straßen- und Gebietsverzeichnis der Freien und Hansestadt Hamburg“ trägt die Brücke keinen Namen.
Das im Jahr 1805 als Granitbogenbrücke errichtete Bauwerk ist mit der Nummer 19696 von der Behörde für Kultur und Medien als Kulturdenkmal erfasst.

## Nachweise
1. ↑  Statistikamt Nord: Straßen- und Gebietsverzeichnis der Freien und Hansestadt Hamburg
2. ↑  Denkmalliste der Hamburger Kulturbehörde für den Bezirk Hamburg-Eimsbüttel (PDF; 1,2 MB), siehe Seite 268

Koordinaten: 53° 36′ 19,7″ N, 9° 54′ 33″ O